# Heerlijkheid Ruinen

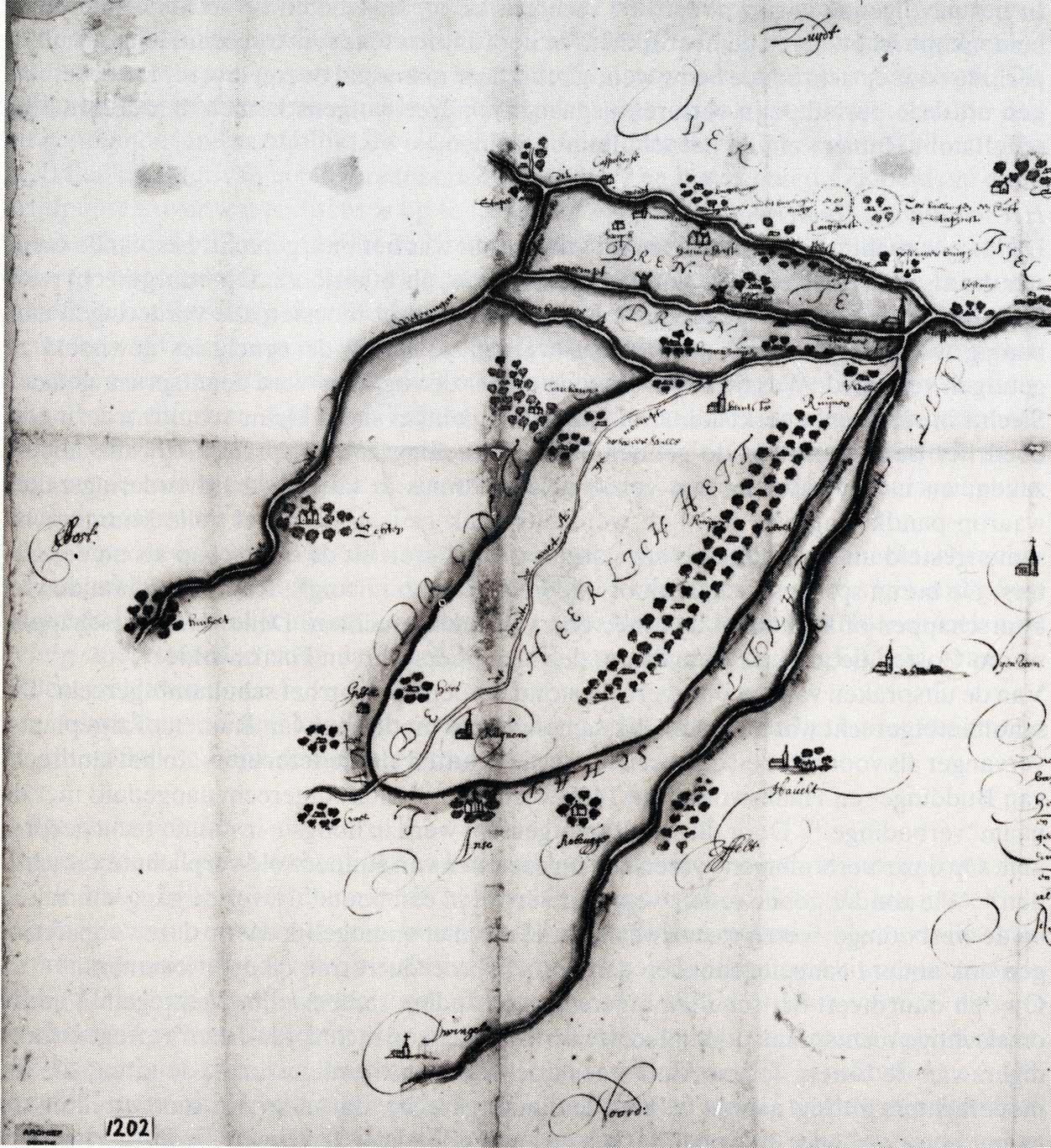
Kaartje getekend door Jacob Slijp in 1628 met de begrenzing van de heerlijkheid Ruinen

De Heerlijkheid Ruinen was een hoge heerlijkheid in Drenthe.
De heerlijkheid Ruinen was een hoge heerlijkheid, die oorspronkelijk in leen werd uitgegeven door de bisschop van Utrecht. De heren van Ruinen oefenden de hoge en de lage jurisdictie uit. Zij mochten criminele zaken berechten waar de doodstraf op stond. De heerlijkheid Ruinen was verdeeld in twee schultambten, die van Ruinen en van Ruinerwold. Tot de heerlijkheid Ruinen behoorden niet de omliggende dorpen Pesse, Ansen en Echten, die wel bij het kerspel Ruinen behoorden.
De heren van Ruinen bewoonden de binnen de heerlijkheid gelegen havezate de Oldenhave, ook de burcht te Ruinen genoemd. Tijdens de Tachtigjarige Oorlog trachtte de heer van Ruinen een zelfstandige positie te verwerven, los van het bestuur van Drenthe. Na meer dan 50 jaar procederen met diverse tegenstrijdige uitspraken bepaalden de Staten-Generaal, dat de heerlijkheid Ruinen deel uitmaakte van het landschap Drenthe. De heerlijkheid Ruinen nam, samen met de drie andere heerlijkheden Coevorden, Echten en Hoogersmilde, een aparte positie in Drenthe in. Drenthe was verdeeld in zes dingspelen en vier heerlijkheden. De heer van Ruinen maakte door deze constructie deel uit van de Drentse Ridderschap, die samen met de Eigenerfden uit de dingspelen het bestuur over Drenthe vormde.
In 1764 werd de Heerlijkheid Ruinen in een advertentie in de Leidsche Courant te koop aangeboden, als twee gezamenlijke heerlijkheden Ruinen en Ruinerwold, inclusief kasteel en heerlijke rechten. In de Franse Tijd werden de heerlijke rechten afgeschaft. Na de Franse Tijd was er sprake van een herwaardering van deze rechten, maar bij de invoering van de Grondwet van 1848 kwam er een definitief einde aan deze feodale bestuursstructuur.
Op een kaart uit 1628 gemaakt door Jacob Slijp zijn de grenzen van de heerlijkheid Ruinen ingetekend. Het noorden ligt aan de onderzijde en  het zuiden aan de bovenzijde. Binnen de grenzen van de heerlijkheid ligt de havezate van de heren van Ruinen. Net buiten de grens van de heerlijkheid zijn nog drie andere havezaten ingetekend. In het noorden liggen het Huis te Ansen en Rheebruggen, vlak tegen de grens van de heerlijkheid. In het zuiden ligt de havezate Havixhorst.